# Антонім
Анто́німи (грец. αντι — «проти», ονομα — «ім'я») — слова, протилежні за значенням. Наприклад: іменники (хоробрість — боягузтво), прикметники (коханий — остогидлий), дієслова (дружити — ворогувати), прислівники (мирно — войовничо). У поетичній та ораторській мові антоніми вживаються як засіб антитези, наприклад: «Той мурує, той руйнує…» (Т. Шевченко).
Антоніми в семантичному полі розташовуються на протилежних полюсах. Коли взяти низку слів на позначення стосунків між людьми (семантичне поле): любов, симпатія, дружба, приязнь, пошана, прихильність, доброзичливість, байдужість, неповага, недолюблювання, неприязнь, зневага, ворожість, ненависть, то на протилежних кінцях стоятимуть антоніми любов — ненависть.
Антоніми в мові існують тому, що в самій дійсності та в людських оцінках існують предмети, явища, дії, ознаки з протилежними якісними, кількісними, просторовими й часовими властивостями: день і ніч, тепло і холод, добро і зло, початок і кінець чогось, легкі й важкі предмети, близькі й далекі відстані, давній і майбутній час тощо. Мова лише називає ці якості.

## В українській мові
Антоніми виражаються тією самою частиною мови й позначають однорідні явища, тобто явища одного плану. У мовленні обидва антоніми поєднуються з тими самими словами: і початок, і кінець — дня, тижня, століття, роботи, твору, дороги, подорожі, поневірянь, нитки тощо; і сонячний, і хмарний — день, ранок, вечір, літо, осінь, весна, погода.
Антонімами бувають переважно слова з абстрактним якісним значенням: веселий — сумний, гарячий — холодний, високий — низький, білий — чорний, повний — порожній; добро — зло, радість — горе, світло — темрява; дружити — ворогувати, радіти — сумувати, хвилюватися — заспокоюватися; добре — погано, легко — важко, корисно — шкідливо. Менше антонімів є серед слів із просторовим та часовим значенням: високий — низький, широкий — вузький, ранній — пізній; схід — захід, висота — глибина, ранок — вечір; глибоко — мілко, вдень — уночі. Серед дієслів антонімічними найчастіше бувають ті, що або походять від якісних прикметників, або вказують на спрямовану дію: дорожчати — дешевшати, ширшати — вужчати, віддалятися — наближатися, підніматися — спускатися, давати — брати, вдихати — видихати. Антонімічними бувають також прийменники: від — до, над — під, перед — за, у — з.
Багатозначні слова вступають в антонімічні відношення окремими своїми значеннями: тихий — гучний (голос); тиха — вітряна (погода); тихе — розбурхане (море); тихе — неспокійне (життя) тощо.
Трапляються випадки, коли те саме слово передає два протилежні, антонімічні, значення — таке явище відоме як енантіосемія. Так, слово сходити означає і «підніматися», і «спускатися»; сходження — і «підняття на гору», і «спуск із гори»; позичати — і «давати в борг», і «брати в борг»; колись — і «у минулому», і «у майбутньому». Наприклад, «— На які ж ви гори сходили ? — зацікавлено допитувався Воронцов» (О. Гончар). «З гори сходять кілька хлопців» (І. Нечуй-Левицький). «Сидів колись дідок під явором густим» (Л. Глібов). «Скажуть колись люди: коли сей народ пережив і такі часи і не загинув, то він сильний» (Леся Українка).
Слова, не пов'язані з якісною чи кількісною оцінкою явищ, із різними протистояннями, не мають антонімів: стіл, вікно, літак, думка, слово, мрія, математика, мистецтво, політика, хліборобський, заячий, писати, дивитися. Тому не можна вважати антонімічними й поняття, пов'язані з розрізненням чоловічої та жіночої статі: батько — мати, брат — сестра, чоловік — жінка, цап — коза, баран — вівця. Вони хоч і мисляться попарно, проте не протиставляються, не взаємовиключаються, а лише зіставляються за певною ознакою, як, наприклад, слова стіл і стілець, солодкий і кислий, іти і їхати, що також не є антонімами.

## Класифікація
За характером відношень у семантичному полі антоніми бувають двох видів:
- з проміжними ступенями вияву якостей, коли між двома антонімічними поняттями розташовуються одне чи більше понять із менш вираженою інтенсивністю: гарячий — гаряченький — теплий — тепленький — теплуватий — прохолодний — холоднуватий — холодний — крижаний, світло — сутінки — темрява;

- без проміжних ступенів вияву якостей: життя — смерть, перемога — поразка, присутній — відсутній, лівий — правий, однаковий —різний, множити — ділити, наступи ти — відступати, нападати — захищатися, купувати — продавати, говорити — мовчати, всередині — зовні, вгору — вниз.

За структурою антоніми бувають:
- різнокореневі (власне лексичні): великий — малий, легкий — важкий, спека — мороз, мужність — боягузтво, любити — ненавидіти;

- однокореневі (словотвірні): надія — безнадія, спокій — неспокій, орієнтація — дезорієнтація, логічний — алогічний, раціональний — ірраціональний; особливо багато їх серед дієслів: відчинити — зачинити, увійти — вийти, навантажити — розвантажити, недосолити — пересолити.

Слова з не- лише тоді антонімічні, коли ця частка творить нове слово з новим значенням: правда — неправда (брехня), друг — недруг (ворог), воля — неволя (рабство). Антоніми з не- виражають меншу міру протиставлення, ніж різнокореневі антоніми: багатий — небагатий (убогий), легко — нелегко (важко), правда — неправда (брехня). Але такі похідні слова з не-, як гарячий — негарячий, швидко — нешвидко, не є антонімічними. Вони передають не протилежні значення, а значення з різним ступенем вияву якостей.
В антонімічні відношення можуть вступати також фразеологізми: далеко — під носом, працювати — бити байдики, смеркає — на світ благословляється, темно — хоч голки збирай.
Антоніми бувають загальновживані (постійні) і контекстуальні. Загальновживані антоніми мають протилежне значення й поза контекстом (сум — радість); контекстуальні ж набувають протилежного значення тільки в контексті внаслідок переносного вживання слова. Наприклад, у вислові «Не бійтесь заглядати у словник: це пишний яр, а не сумне провалля» (М. Рильський) завдяки контексту сприймаються як антоніми пари слів пишний — сумний, яр — провалля.

## Використання
Використання антонімів робить мову виразнішою, багатшою, контрастнішою, дає змогу загострити увагу на певних явищах, виділити їх. Ось як, наприклад, поет різнобічно виявляє своє ставлення до України, бачення свого місця в її житті:
|                | Буду лагідним, буду жорстоким, Буду мудрим, та буду дурним, На красу твою — буду стооким, На ганьбу твою — буду сліпим, Буду я і наївним, і хитрим, Буду щедрим, та буду скупим, Буду я, наче скеля, несхитним і, мов комишина, хистким. |
| — Р. Третьяков | |

Антоніми використовуються в прислів'ях, приказках, дотепах: «На чорній землі білий хліб родить», «Порожня бочка гучить, а повна — мовчить», «Чужого доброго не гудь, а свого поганого не хвали». На контекстуальних антонімах побудовані деякі іронічні вислови: «Розжалобився, як вовк над поросям — від'їв ніжки та й плаче», «Добрий баранчик, та по-вовчому виє», «Такий добрий, що в ложці води втопив би», «Така гарна, що як вигляне у вікно, потім собаки на те вікно три дні гавкають». Антоніми входять до складу багатьох фразеологізмів: ні живий ні мертвий; ні холодно ні жарко; ні туди ні сюди; ні в сих ні в тих; і сміх і гріх; рано чи пізно; наліво і направо; пройти крізь вогонь і воду; змінити гнів на милість; ні богові свічка, ні чортові кочерга.
На антонімії будується такий стилістичний засіб, як оксиморон, коли свідомо поєднують протилежні за змістом поняття, які разом дають нове уявлення: без надії сподіватися, солодкий біль, небезпечна безпека, дзвінка тиша, живий труп, бідний багач, щасливе горе. Наприклад:
|             | В день такий на землі розквітає весна і тремтить од солодкої муки |
| — В. Сосюра |                                                                   |

|           | Звідтіль ми пішли, звідтіль, Де тісно — самому, а двом — просторо, Навшпиньках за нами, навшпиньках Йшло наозирці щасливе горе. |
| — І. Драч | |